# Du plomb pour l'inspecteur
Pour plus de détails, voir Fiche technique et Distribution.
Du plomb pour l'inspecteur (Pushover) est un film américain en noir et blanc réalisé par Richard Quine, sorti en 1954.

## Synopsis
Au cours du braquage d'une banque, les gangsters tuent un vigile. Comme la police soupçonne la bande de Wheeler d'être impliquée, l'inspecteur Paul Sheridan est chargé de surveiller la maîtresse du gangster, la belle Lona. Mais l'amour entre en jeu...

## Fiche technique
- Titre original : Pushover
- Réalisation : Richard Quine
- Scénario : Roy Huggins, d'après les romans Rafferty  de Bill S. Ballinger et The Night Watch de Thomas Walsh
- Directeur de la photographie : Lester White
- Société de production : Columbia Pictures
- Pays de production :  États-Unis
- Format : Noir et blanc
- Genre : Film dramatique, Film policier, Film noir
- Durée : 88 min
- Dates de sortie : 
  - États-Unis : 30 juillet 1954
  - France : 11 février 1955
- Affiche : Jean Mascii (France)

## Distribution
- Fred MacMurray (VF : Jean-Henri Chambois) : Paul Sheridan
- Philip Carey (VF : Marc Valbel) : Rick McAllister
- Kim Novak (VF : Claire Guibert) : Lona McLane
- Dorothy Malone : Ann Stewart
- E.G. Marshall (VF : Marc Cassot) : lieutenant de police Carl Eckstrom
- Allen Nourse : Paddy Dolan
- James Anderson : Beery, le mécanicien
- Joe Bailey : Hobbs
- Tony Barrett : Pickup Artist in Bar
- Walter Beaver : Détective Schaeffer
- Richard Bryan : Détective Harris
- Robert Carson (en) : premier barman
- Phil Chambers : Détective Briggs
- Dick Crockett (en) : M. Crockett
- John De Simone : Assistant Bank Manager
- Alan Dexter (VF : Raoul Curet) : Détective Fine
- Don C. Harvey : Detective Peters
- Ann Loos : Bank Teller
- Mort Mills : Second Bartender
- Ann Morriss : Ellen Burnett
- Paul Picerni : Masher in Ann's Hallway
- Paul Richards (VF : Lucien Bryonne) : Harry Wheeler
- Marion Ross : Mme Crockett
- K.L. Smith : Bank Guard
- Robert Stevenson : Billings
- Hal Taggart : Bank Executive
- John Tarangelo : garçon
- Mel Welles : Détective
- Jack Wilson : Détective